# Jošinori Mutó
Jošinori Mutó (japonsky 武藤 嘉紀 * 15. července 1992, Tokio, Japonsko) je japonský fotbalový útočník a reprezentant, od června 2015 hráč 1. FSV Mainz 05.

## Klubová kariéra
V Japonsku debutoval v profi kopané v klubu FC Tokyo. V květnu 2015 podepsal smlouvu s německým bundesligovým týmem 1. FSV Mainz 05.

## Reprezentační kariéra
Za seniorskou reprezentaci Japonska poprvé nastoupil v roce 2014.

## Statistiky
| Japonsko | Japonsko | Japonsko |
| Roky     | Záp.     | Góly     |
| -------- | -------- | -------- |
| 2014     | 6        | 1        |
| 2015     | 12       | 1        |
| 2016     | 1        | 0        |
| 2017     | 2        | 0        |
| 2018     | 4        | 0        |
| 2019     | 4        | 1        |
| Celkem   | 29       | 3        |